# 保证保险
保证保险以信用风险作为保险标的，保险人对被保证人的作为或不作为致使权利人遭受损失负赔偿责任的保险。

## 保证保险简介
保证保险是义务人(被保证人、投保人)自己根据权利人（被保险人）的要求，请求保险人向权利人担保义务人自身信用的保险。
由保险人出立保证书来承保。保险公司为了减少风险往往要求义务人提供反担保。由义务人交纳保费。在义务人没有能力承担的情况下才由保险人代为履行义务，嗣后再通过反担保措施要回代为承担的赔偿款。因此保证保险对保险人来说风险相对比较小。
保证保险常见的有：
- 消费贷款保证保险：投保人即消费者，消费者未能按期归还贷款，视为保险事故发生，保险人应当承担保险责任。保险人承担的责任仅限于保险合同约定的贷款本金，不承担违约金、利息、罚息等。
- 合同保证保险：承保经济合同中因一方不履行经济合同所负的经济责任。传统上是由银行出具信用证来担保涉外经济合同的履行。
- 忠实保证保险：承保雇主因其雇员的不诚实行为而遭受的损失。涉外忠实保证保险一般承保在中国境内的外资企业或合资企业因其雇员的不诚实行为而遭受的经济损失，也可承保中国劳务出口中，因劳务人员的不诚实行为给当地企业主造成的损失。属于广义的保证保险。
- 商业信用保证保险：即信用保险。它属于广义的保证保险；但不属于狭义的保证保险。
- 信用违约交换(CDS)实质也属于广义保证保险。